# ایلکده
ایلکده یکی از روستاهای استان آذربایجان شرقی است که در دهستان گویجه بل بخش مرکزی شهرستان اهر واقع شده‌است.این روستا ۵۳ نفر جمعیت دارد.